# بلویدر (کالیفرنیای شمالی)
بلویدر (به انگلیسی: Belvidere) یک منطقهٔ مسکونی در ایالات متحده آمریکا است که در Perquimans County واقع شده‌است.